# Ilse Fischer
Pour les articles homonymes, voir Fischer.
Ilse Fischer (née le 29 juin 1975) est une mathématicienne et universitaire autrichienne, dont les recherches concernent la combinatoire énumérative et la combinatoire algébrique, reliant ces sujets à la théorie des représentations et à la mécanique statistique. Elle est professeure titulaire de mathématiques à l'université de Vienne depuis 2017.

## Biographie
Fischer est née à Klagenfurt, en Carinthie. Elle s'inscrit en 1993 à l'université de Vienne, où elle obtient une maîtrise en 1998, son doctorat en 2000 avec une thèse intitulée Enumeration of perfect matchings: Rhombus tilings and Pfaffian graphs, supervisée conjointement par Christian Krattenthaler (en) et Franz Rendl, puis une habilitation en 2006, avec une thèse d'habilitation intitulée A polynomial method for the enumeration of plane partitions and alternating sign matrices. 
Elle est assistante à l'université de Klagenfurt de 1999 à 2004,, avec une année de recherche postdoctorale au Massachusetts Institute of Technology en 2001. Elle obtient un poste à l'université de Vienne en 2004, puis est promue professeure associée en 2011 et professeure titulaire en 2017.

## Travaux de recherche
Les recherches d'Ilse Fischer concernent la combinatoire énumérative (en) et la combinatoire algébrique, en reliant ces sujets à la théorie des représentations et à la mécanique statistique.

## Prix et distinctions
Ilse Fischer a remporté le prix Dr Maria Schaumayer 2006 et le prix Start 2009 du Fonds autrichien pour la science (en).  
Elle est co-lauréate, avec Roger Behrend et Matjaž Konvalinka, du prix David P. Robbins 2019 décerné par l'American Mathematical Society et la Mathematical Association of America, pour leurs recherches conjointes sur les matrices de signes alternées publiées dans l'article « Diagonally and antidiagonally symmetric alternating sign matrices of odd order » en 2017 dans Advances in Mathematics (vol. 315, p. 324-365).

## Publications
- (de) Ilse Fischer, « Von der Philosophie der Physik zur Ethik des Widerstandes. Zum Nachlass Grete Henry-Hermann im Archiv der sozialen Demokratie », Fondation Friedrich Ebert.